# بجو الصانع
بجوالصانع (بالإنجليزية: Bego Tanutanu)‏ الإله الخالق البطل في أساطير مالينيزيا الذي صنع الأرض، وعلم الناس الفنون. أما زوجته فهي التي وضعت حدودا للحبر، لكن عندما رآها حفيدها أحدث الطوفان.